# Dianthus carthusianorum
La clavelina de los cartujos (Dianthus carthusianorum) es una especie de planta herbácea perennifolia perteneciente a la familia Caryophyllaceae. Es originaria de Europa, desde España a Bélgica y Polonia, y al este hasta Ucrania, donde se encuentra en secos hábitat herbáceos de montaña a una altitud de 2500 metros.

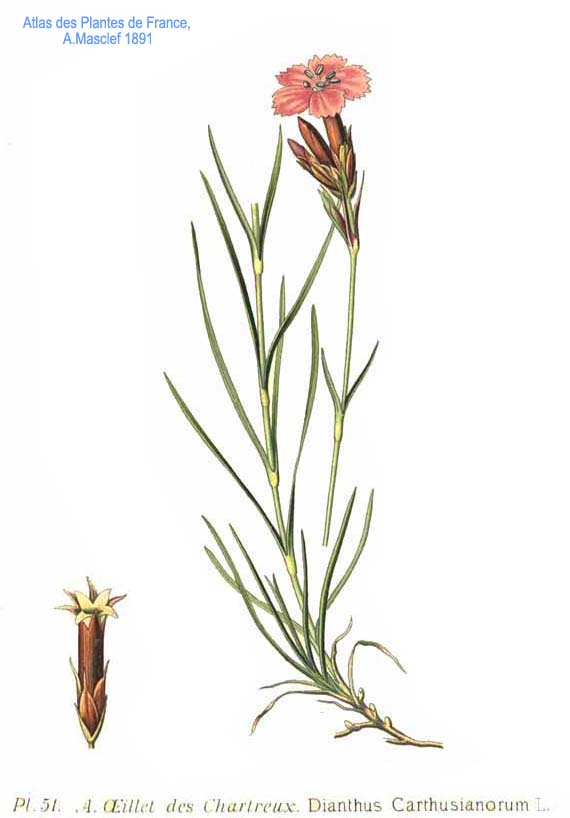
Ilustración

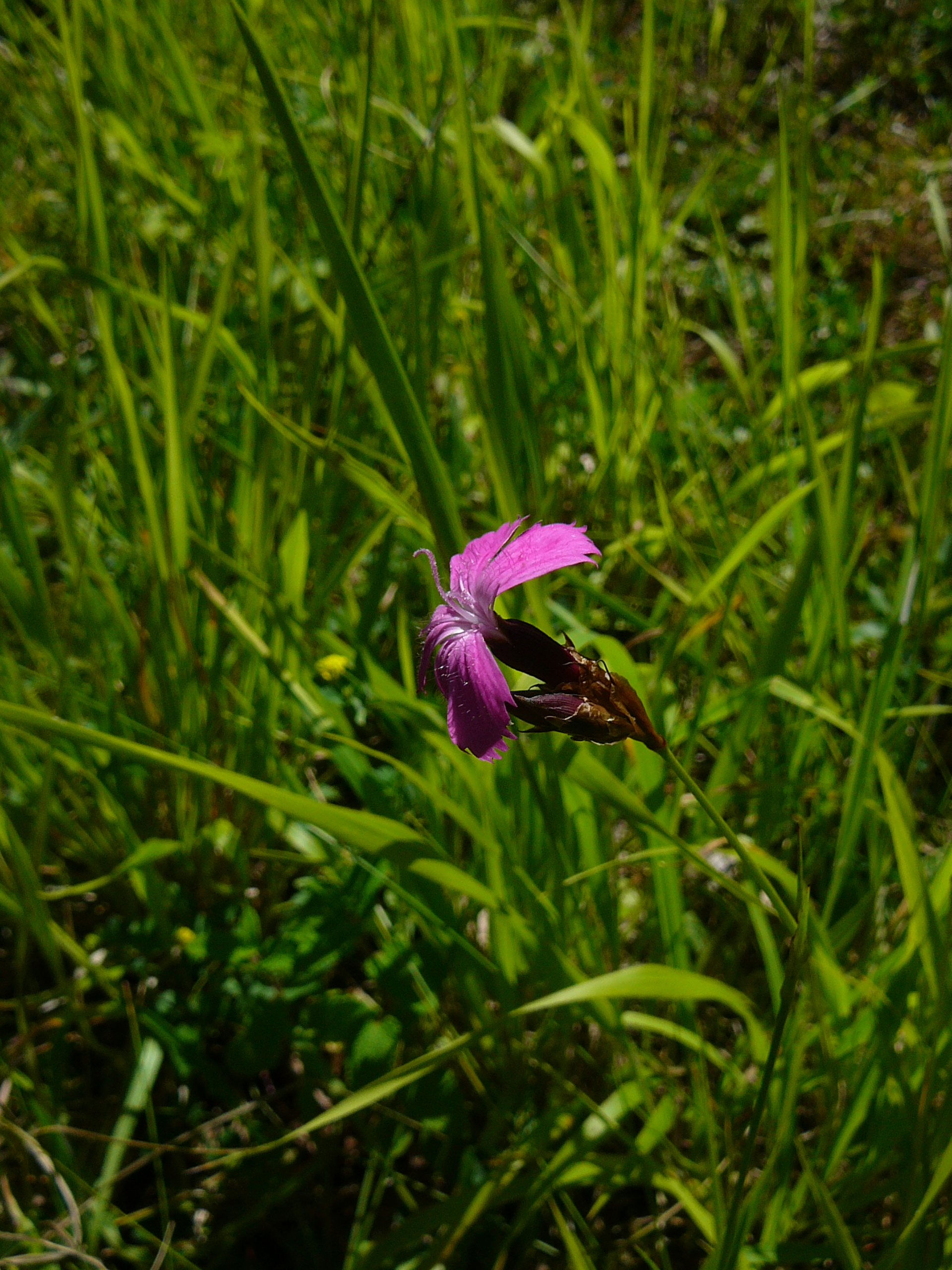
En su hábitat

## Descripción
Es una planta herbácea perennifolia muy variable que crece hasta los 60 cm de altura. Las hojas son delgadas, de hasta 7 cm de largo y 5 mm de ancho. Las flores son de color rosa 18-20 mm de ancho, oscuro a púrpura, a veces blanco,y se producen varias juntos en cabezuela apretadas.

## Taxonomía
Dianthus carthusianorum fue descrita por Carlos Linneo y publicado en Bulletin de l'Académie Internationale de Géographie Botanique 16(206): 74. 1906.
Citología
Número de cromosomas de Dianthus carthusianorum (Fam. Caryophyllaceae) y táxones infraespecíficos: 2n=30
Etimología
Dianthus: nombre genérico que procede de las palabras griegas deos («dios») y anthos («flor»), y ya fue citado por el botánico griego Teofrasto.
carthusianorum: epíteto que se deriva de acuerdo a la última literatura botánica y etimológica, no por los naturalistas Johann Friedrich Cartheuser (1704-1777) y su hijo Friedrich August Cartheuser (1734-1796), sino por el monasterio de la Gran Cartuja (en francés la Grande Chartreuse) de la Orden de los Cartujos.
Variedades
- Dianthus carthusianorum atrorubens (All.) Hegi
- Dianthus carthusianorum capillifrons (Borbás) Soó
- Dianthus carthusianorum latifolius (Griseb. & Schenk) Hegi
- Dianthus carthusianorum polonicus (Zapal.) Kovanda
- Dianthus carthusianorum puberulus (Simonk.) Soó
- Dianthus carthusianorum tenorei (Lacaita) Pignatti
- Dianthus carthusianorum tenuifolius (Schur) Hegi

Sinonimia
- Caryophyllus carthusianorum Moench
- Dianthus carpathicus Wol.
- Dianthus ceretanicus Sennen
- Dianthus chloaephyllus Schur
- Dianthus clavatus Spreng.
- Dianthus congestus Boreau
- Dianthus fasciculatus Gilib.
- Dianthus ferrugineus Pourr. ex Gren. & Godr.
- Dianthus gramineus Schur
- Dianthus montanus F.W.Schmidt
- Dianthus nanus Sweet
- Dianthus rupicolus Schur
- Dianthus sanguineus var. atrisquamatus Novák
- Dianthus semperflorens Voss
- Dianthus subneglectus Schur
- Dianthus velebiticus Borbás ex Degen
- Silene carthusianorum E.H.L.Krause
- Tunica carthusianorum Scop.[6]

## Nombres comunes
- Castellano: betónica silvestre, clavel, clavelillo, clavelina, clavelina de los cartujos, clavelinas de los cartujos, clavelinas montesinas, clavelinas silvestres, clavellina.[7]